# Ence Energía y Celulosa
Ence Energía y Celulosa, S.A. eller Ence er en spansk energi- og celluloseproducent. Ence har to celluloseanlæg og 5 biomassefyrede kraftværker. Det er også den største skovbrugsvirksomhed i Spanien.
Virksomheden blev etableret i 1957 og var indtil børsnotering i 1990 en offentligt ejet virksomhed. I 2001 blev de resterende 51 % privatiseret.